# Zofia Chomętowska
Zofia Katarzyna Chomętowska (née le 8 décembre 1902 – morte le 20 mai 1991 à Buenos Aires) est une pionnière de la photographie en Pologne.

## Biographie
Elle est née en 1902 à Parochońsk, en Polésie (puis en Biélorussie), dans une famille aristocratique polonaise, les Drucki-Lubecki. Son premier appareil photo, un Kodak, lui est donné par son père, alors qu'elle est encore enfant.
Elle se marie une première fois, encore adolescente, en 1919. Elle est diplômée du lycée français de Saint-Pétersbourg.
En 1927, elle acquiert un Leica. Ayant obtenue l'annulation de son premier mariage par le Vatican, elle se remarie en 1929, mais se sépare de ce deuxième époux, et s'installe à Varsovie, en faisant de la photographie son métier. L'essentiel de sa production photographique est réalisée dans les années 1930. En 1937, elle ouvre un studio où elle réalise notamment des photos publicitaires. Elle répond aussi à une commande du maire de Varsovie, destinée à illustrer les réalisations communales. Ces photos sont exposées au Musée national de Varsovie. Elle participe à d'autres expositions, et collabore au journal Świat. Elle devient membre du Photoclub de Varsovie, et du Photo-Club de Pologne, un groupement de photographe relativement élitiste. En 1945, elle réalise des photographies de la capitale polonaise et des ravages de la guerre dans cette vilel.
En 1946, elle émigre au Royaume-Uni, alors que les troupes soviétiques occupent son pays, et avant la création de la République populaire de Pologne.Elle contracte un mariage blanc avec un aristocrate anglais, Robin Food Barclay. Elle séjourne ensuite quelques mois en France et en Italie, puis en 1948 , s'installe avec ses enfants en Argentine.